# Wanzer
Wanzer este o comună din landul Saxonia-Anhalt, Germania.